# Gorybia ruficauda
Gorybia ruficauda är en skalbaggsart som först beskrevs av Pierre Émile Gounelle 1909.  Gorybia ruficauda ingår i släktet Gorybia och familjen långhorningar. Inga underarter finns listade i Catalogue of Life.